# Coroideremia
La coroideremia (CHM) è una malattia genetica rara  con modalità di trasmissione  X-linked recessiva e caratterizzata da degenerazione progressiva dell'epitelio pigmentato retinico (RPE) e dei capillari coroidei. Analogamente all'atrofia girata della coriode, rappresenta una forma diffusa di distrofia coroideale.

## Epidemiologia
In virtù della modalità di trasmissione X-linked recessiva si presenta quasi esclusivamente nei maschi. È una malattia rara che si presenta precocemente (prima decade di vita) e si aggrava progressivamente.

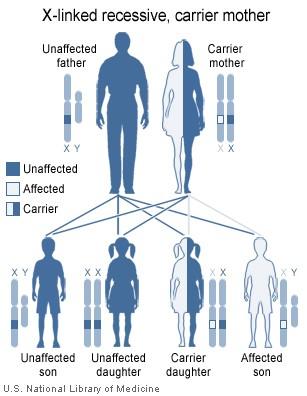
Modalità di trasmissione X-linked recessiva. Soltanto il maschio che eredità il cromosoma X con il gene mutato è affetto da malattia, in quanto non dispone un ulteriore cromosoma X in grado di vicariare la funzione del gene mutato. La bambina che eredità il cromosoma X con il gene mutato è portatrice sana.

## Eziologia e patogenesi
La CHM è associata a mutazioni a carico dei geni REP-1 e REP-2 (Rab-Escort Protein) presenti a livello del cromosoma X. I prodotti genici di REP-1 e REP-2 sono implicati nell'attivazione della famiglia di proteine Rab che legano ed idrolizzano il guanosintrifosfato. Per motivi ancora non conosciuti, tale alterazione molecolare si traduce in un'alterazione della struttura e della funzione dei coroide, una porzione dell'uvea riccamente vascolarizzata e deputata all'irrorazione delle strutture retiniche. La disfunzione coroidea porta ad un inadeguato apporto ematico alla retina, con conseguente diffusa atrofia retinica e progressiva perdita della funzione visiva.

## Anatomia patologica
La coroideremia è caratterizzata da una diffusa atrofia corioretinica. Nelle fasi avanzate l'entità dell'atrofia è tale da rendere visibile la sclera sottostante all'esame oftalmoscopico. Le lesioni focali tendono a confluire fino a diffondersi lungo l'intera superficie retinica; tuttavia la regione maculare è compromessa solo molto tardivamente, permettendo la diagnosi differenziale con i gravi casi di distrofia retinica.

## Profilo clinico
La coroideremia si manifesta frequentemente prima nei 10 anni, con deficit di visione notturna. Con il tempo è possibile la comparsa di scotomi  periferici ad evoluzione progressiva con limitazione del campo visivo fino alla cecità totale. Con l'avanzamento della patologia si possono manifestare anomali più o meno gravi nella visione dei colori.

## Profilo diagnostico
La coroideremia presenta notevoli problematiche di diagnosi differenziale con l'altra forma diffusa di distrofia coroideali, l'atrofia girata della coroide. Tuttavia in quest'ultimo caso è possibile riscontrare elevati livelli di ornitina nel sangue e nell'urina dei pazienti a causa delle mutazioni del gene che codifica per l'ornitina aminotransferasi. Il reperto oftalmoscopico mostra una macula preservata (eccezion fatta dello stadio avanzato), atrofia diffusa corioretinica (prima focale poi tende a confluire) e depositi di pigmento nella aree atrofiche.

## Terapia
Non esiste una terapia in grado di arrestare la progressione della coroideremia. Deve essere tuttavia impostata consulenza genetica al fine di valutare il rischio di ricorrenza.